# Караджа Оглан
Караджа Оглан (на гръцки: Άρατος, Аратос) е село в Гърция, разположено на територията на дем Козлукебир (Ариана), област Източна Македония и Тракия.

## География
Селото е разположено на южните склонове на Родопите.

## История
Към 1942 година в селото (Караолан) живеят 1071 помаци.
Според други източници няма село Караолан, а планинска местност в Южните Родопи, назована Караолан, населена с българско мохамеданско население, разселило се от с. Кетенлик, Ксантийско.
По данни от изследването на патриарх Кирил, събирани през 40-те години на ХХ век, „Българомохамедански селища в Южни Родопи“ (С., 1960) районът включва следните махали: Хан махале – 185 жители (централно селище), Солуджа дере – 235 ж., Караджалар – 102 ж., Кара чукур – 55 ж., Али кехая – 101 ж., Хамбарджи дере – 61 ж., Юсеин гедик – 113 ж., Боклуджа – 82 ж., Иси ерен – 81 ж., Джин кая 70 ж. Общо населението на колибаците през 40-те години на ХХ век е било 1088.
Г. Митринов също е обиколил част от изоставените селища през 2007 г. и наблюденията му потвърждават данните на патриарх Кирил за селищата. Днес районът е почти напълно обезлюден, като голяма част от населението се е преселило в полските райони на Ксантийско, а друга част – в Турция. Но всяка година се правят събори (курбани) по изоставените родни места, като този в махалата Боклуджа.